# Урзензолен
Урзензолен (њем. Ursensollen) општина је у њемачкој савезној држави Баварска. Једно је од 27 општинских средишта округа Амберг-Зулцбах. Према процјени из 2010. у општини је живјело 3.728 становника. Посједује регионалну шифру (AGS) 9371154.

## Географски и демографски подаци
Урзензолен се налази у савезној држави Баварска у округу Амберг-Зулцбах. Општина се налази на надморској висини од 537 метара. Површина општине износи 72,9 km². У самом мјесту је, према процјени из 2010. године, живјело 3.728 становника. Просјечна густина становништва износи 51 становника/km².